# Marijo Možnik
Marijo Možnik (Zagreb, 18. siječnja 1987.), hrvatski gimnastičar, član kluba ZTD "Hrvatski sokol" iz Zagreba. Europski prvak na preči iz 2015. godine. Na Svjetskom prvenstvu 2014. godine zajedno s Filipom Udeom osvojio prve pojedinačne medalje na SP-u u gimnastici za Hrvatsku. Od 2020. godine obnaša dužnost predsjednika Hrvatskog gimnastičkog saveza.

## Sportska karijera
Gimnastikom se počeo baviti sa šest godina. U mlađim dobnim kategorijama trener mu je bio Željko Jambrović, a vježbao je na svih šest gimnastičkih sprava (višeboj). Ulaskom u kategoriju seniora 2004. godine prešao je kod trenera Tigrana Goričkog i specijalizirao se za disciplinu preča.
Na preči je 2007. godine prvi puta izveo novi gimnastički element "Možnik".
Na turnirima Svjetskog kupa osvojio je 19 medalja (5 zlatnih, 4 srebrne, 10 brončanih), a 2010., 2013. i 2014. godinu završio je kao ukupni pobjednik Svjetskog kupa na preči.
Od 2011. godine nastupio je u četiri finala Europskog prvenstva, 2012. godine u Montpellieru postao je viceprvak Europe, a 2015. godine i prvak Europe na preči. Na Mediteranskim igrama u Mersinu 2013. godine osvojio je srebrnu medalju. Na Svjetskom prvenstvu u kineskom Nanningu 2014. godine u svom prvom svjetskom finalu osvojio je brončanu medalju u vježbi na preči s ocjenom 15,000.
Sa 183 cm visine i 80 kg težine jedan je od najviših i najtežih gimnastičara u svijetu, a 2011. godine postao je prvi gimnastičar kojeg sponzorira Red Bull.
Posljednji nastup kao sportaš imao je na Svjetskom kupu u Osijeku 2017. godine. 
Završetkom sportske karijere doprinosi razvoju gimnastike kao član Tehničkog odbora Hrvatskog gimnastičkog saveza, a 2020. godine izabran je za predsjednika Hrvatskog gimnastičkog saveza. 
2022. godine bio je predsjednik organizacijskog odbora Vijeća Svjetske gimnastičke federacije kojem je organizator bio Hrvatski gimnastički savez, a održalo se u Dubrovniku. 
Izabran je za člana Izvršnog odbora Balkanske gimnastičke federacije 2022. godine i Vijeća Svjetske gimnastičke federacije od 2023. godine. Od 2023. godine član je Nacionalnog vijeća za sport. 
U studenom 2011. godine iznenada je preminuo Marijev tri godine mlađi brat, Darijo Možnik. Marijo je sve svoje sportske i životne uspjehe posvetio njemu.

## Naobrazba
Marijo Možnik, doktor društvenih znanosti iz polja kineziologije i stručni specijalist sportskog menadžmenta, završio je:
- III. gimnaziju u Zagrebu 2005. godine
- Kineziološki fakultet Sveučilišta u Zagrebu 2011. godine
- Preddiplomski stručni studij na Visokoj školi za sportski menadžment Aspira 2013. godine
- Specijalistički diplomski stručni studij na Visokoj školi za sportski menadžment Aspira 2015. godine
- Poslijediplomski doktorski studij kineziologije na Kineziološkom fakultetu Sveučilišta u Zagrebu 2018. godine
- Program usavršavanja za trenera muške športske gimnastike na Hrvatskoj olimpijskoj akademiji 2009. godine
- ECDL Diploma 2007. godine (Europska računalna diploma)
- Osnovnu glazbenu školu za violinu

Dobitnik je priznanja za najboljeg sportaša na Kineziološkom fakultetu u akademskoj 2007./08., 2008./09. i 2009./10. godini, a u akademskoj 2008./09. i 2009./10. godini dobitnik je Dekanove nagrade za najboljeg studenta četvrte i pete godine Kineziološkog fakulteta s prosjekom ocjena 5,0. U lipnju 2009. godine dodijeljena mu je Rektorova nagrada za studentski rad u kojemu je napravio biomehaničku analizu gimnastičkog elementa "Možnik".
Na temelju akademskog i sportskog uspjeha 2009. godine dodijeljena mu je Stipendija Grada Zagreba, kao i Nacionalova Top stipendija za Top studente 2011. godine.

## Nagrade i priznanja
Marijo Možnik dobitnik je brojnih nagrada i priznanja od kojih se izdvajaju:
- Rektorova nagrada 2009. godine

- Dekanova nagrada 2009. i 2010. godine

- Državna nagrada za šport "Franjo Bučar" 2013. godine

- Najbolji sportaš Grada Zagreba 2014. godine

- Red Danice hrvatske s likom Franje Bučara 2014. godine

- Nagrada Grada Zagreba 2017. godine

- Više puta predložen za najboljeg sportaša Republike Hrvatske i Grada Zagreba

## Element "Možnik"
Pruženi Tkachev s pola okreta u mješoviti el-grip hvat i dolazak do stoja na rukama
Element spada u najatraktivniju skupinu elemenata na preči, tzv. "Elementi leta" i ima vrlo visoku težinsku vrijednost (D).
Marijo Možnik ga je prvi put prijavio i izveo na Svjetskom prvenstvu u Stuttgartu 2007. godine, a 2009. godine upisan je pod njegovim prezimenom u Bodovni pravilnik Svjetske gimnastičke federacije.

## Bronca na Svjetskom prvenstvu 2014. godine
Na Svjetskom prvenstvu održanom u Nanningu 2014. godine Marijo Možnik je u svom prvom svjetskom finalu osvojio brončanu medalju. Zlato je pripalo aktualnom olimpijskom, svjetskom i europskom prvaku, Nizozemcu Epke Zonderlandu, a srebro peterostrukom svjetskom prvaku u višeboju, Japancu Kohei Uchimuri.

## Prvak Europe 2015. i doprvak Europe 2012. godine
Na Europskom prvenstvu održanom u Montpellieru 2015. godine Marijo Možnik je osvojio zlatno odličje. Drugo mjesto osvojio je Britanac Sam Oldham, a treće mjesto peterostruki europski i dvostruki svjetski prvak na preči, Grk Vlasios Maras. 2012. godine Marijo Možnik je osvojio svoju prvu europsku medalju, također u Montpellieru. Ispred njega tada je bio samo Rus Emin Garibov, a treće mjesto osvojio je Grk Vlasios Maras.

## Pobjednik Svjetskog kupa 2010., 2013. i 2014. godine
Tijekom 2010. godine Marijo Možnik je na turnirima Svjetskog kupa osvojio dvije zlatne (Glasgow, Osijek) i jednu srebrnu medalju (Maribor), 2013. godine osvojio je jednu zlatnu (Doha) i dvije brončane medalje (La Roche-sur-Yon i Ljubljana), a u 2014. godini osvajanjem zlatne medalje u Osijeku i srebrne medalje u Anadiji i treći puta postao je ukupni pobjednik Svjetskog kupa na preči.

## Akademska karijera
Marijo Možnik zaposlen je na Kineziološkom fakultetu Sveučilišta u Zagrebu, od 2012. godine kao znanstveni novak, od 2018. godine kao poslijedoktorand, a od 2022. godine kao docent na predmetu Sportska gimnastika.

## Športski rezultati (preča)
2016. godina
- Svjetski kup, Doha  Katar - 3. mjesto

2015. godina
- Europsko prvenstvo, Montpellier  Francuska- 1. mjesto[3]
- Svjetsko prvenstvo, Glasgow[4]

* Svjetska rang lista 2015 (preča) - 3. mjesto
2014. godina
- Svjetsko prvenstvo, Nanning  Kina - 3. mjesto
- Svjetski kup, Anadia  Portugal - 2. mjesto
- Svjetski kup, Osijek  Hrvatska - 1. mjesto

* Svjetska rang lista 2014 (preča) - 1. mjesto
2013. godina
- Mediteranske igre, Mersin  Turska - 2. mjesto[5]
- Svjetski kup, La Roche-sur-Yon  Francuska - 3. mjesto
- Svjetski kup, Doha  Katar - 1. mjesto
- Svjetski kup, Ljubljana  Slovenija - 3. mjesto
- Svjetsko prvenstvo, Antwerpen[6]

* Svjetska rang lista 2013 (preča) - 1. mjesto
2012. godina
- Europsko prvenstvo, Montpellier  Francuska - 2. mjesto
- Svjetski kup, Maribor  Slovenija - 2. mjesto[7]
- Svjetski kup, Ostrava  Češka - 3. mjesto

* Svjetska rang lista 2012 (preča) - 2. mjesto
2011. godina
- Svjetsko prvenstvo, Tokio  Japan - 10. mjesto
- Europsko prvenstvo, Berlin  Njemačka - 5. mjesto
- Svjetski kup, Pariz  Francuska - 3. mjesto
- Svjetski kup, Moskva  Rusija - 2. mjesto[8]
- Svjetski kup, Osijek  Hrvatska - 3. mjesto

* Svjetska rang lista 2011 (preča) - 2. mjesto
2010. godina
- Svjetsko prvenstvo, Rotterdam  Nizozemska - 10. mjesto
- Svjetski kup, Maribor  Slovenija - 2. mjesto
- Svjetski kup, Osijek  Hrvatska - 1. mjesto
- Svjetski kup, Glasgow  Ujedinjeno kraljevstvo - 1. mjesto

* Svjetska rang lista 2010 (preča) - 1. mjesto
2009. godina
- Univerzijada, Beograd  Srbija - 4. mjesto
- Svjetski kup, Osijek  Hrvatska - 3. mjesto
- Svjetski kup, Stuttgart  Njemačka - 3. mjesto
- Svjetski kup, Montreal  Kanada - 1. mjesto
- svjetsko prvenstvo, London[1] -

* Svjetska rang lista 2009 (preča) - 3. mjesto
2008. godina
- Svjetski kup, Ostrava  Češka - 3. mjesto

2007. godina
- Svjetski kup, Maribor  Slovenija - 3. mjesto
- Svjetsko prvenstvo, Stuttgart[9]

2006. godina
- Svjetsko prvenstvo, Aarhus[10]

2005. godina
- Svjetsko prvenstvo, Melbourne[11]

## Vanjske poveznice
|  | Zajednički poslužitelj ima još gradiva o temi Marijo Možnik |